# 地毯清扫机

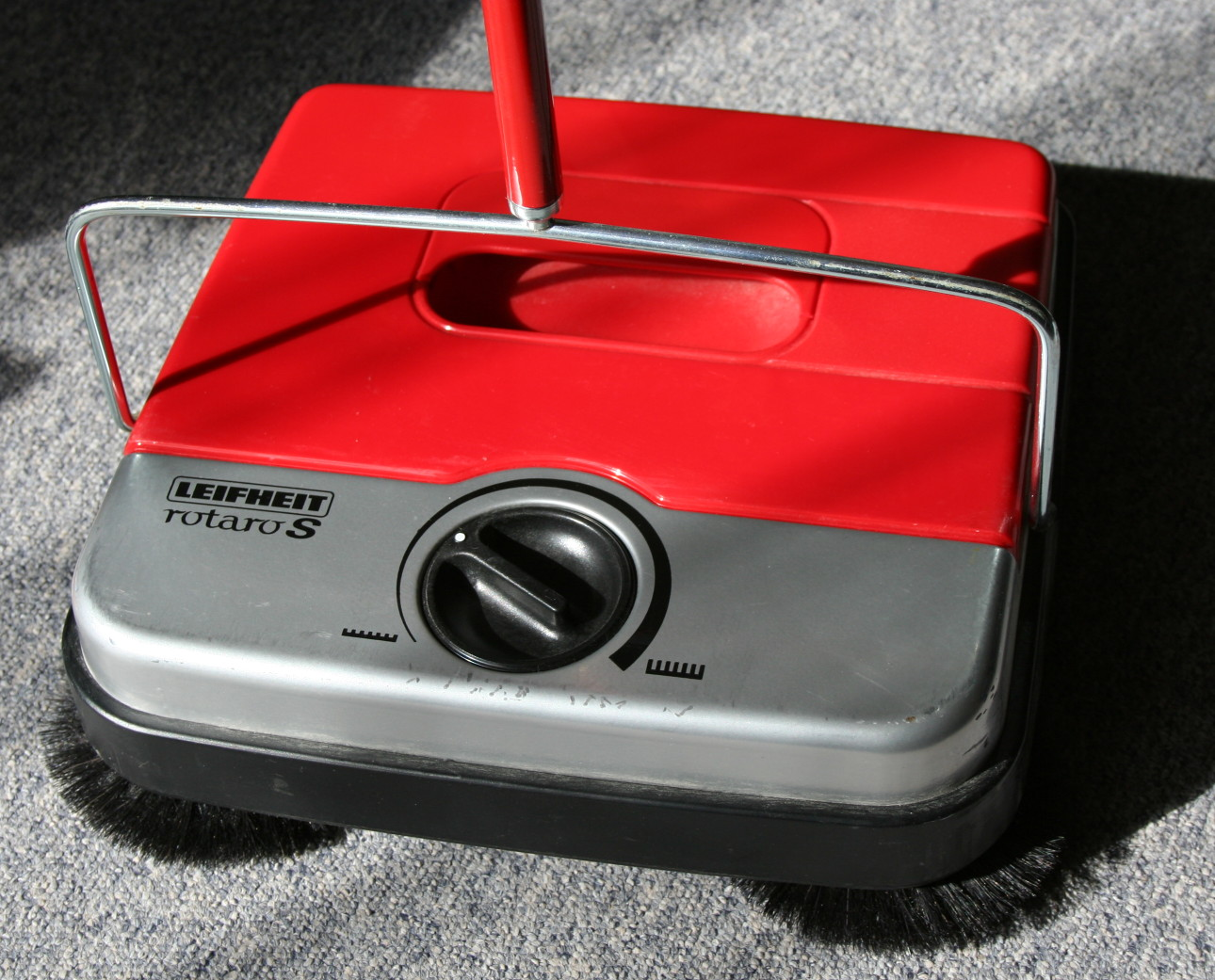
地毯清扫机

地毯清扫机是用于清洁地毯的机械设备。在引入吸塵機之前，它们很受欢迎，不過已被吸塵器所取代。但是，由于它们重量轻且聲音小，可以继续用于许多家庭和商业場景中，从而使用户能够快速清理地板上的细小碎屑而不会打扰顾客、患者、婴儿和宠物。美国密歇根州大急流城的Melville Reuben Bissell于1876年获得地毯清扫机的专利。Bissell于1883年开始销售地毯清扫機。